# Odpočívej v pokoji (album)
Odpočívej v pokoji je páté album skupiny Alkehol, vydané roku 1996.

## Seznam písní
1. O hazardu
2. Sportovina
3. Velkej sen
4. Když ráno vstávám
5. Ponocný
6. Blázen
7. Odpočívej v pokoji
8. Vesnická
9. Štěstí
10. Kořalka
11. Jim Beam
12. Knihovna
13. Nonstop
14. Hospodská